# Tytus Jemielewski
Tytus Jemielewski (ur. 1 listopada 1884 w Sławucie na Wołyniu, zm. 1 listopada 1939 w Fordonie k. Bydgoszczy) – polski polityk ruchu ludowego, poseł PSL „Wyzwolenie”, pedagog, publicysta, członek Rady Głównej  Centralnego Towarzystwa Organizacji i Kółek Rolniczych od 1934 roku.

## Wczesne lata
Urodził się w rodzinie robotniczej. Jego ojciec - również Tytus - był technikiem budowlanym, uczestnikiem wydarzeń 1848 i powstańcem styczniowym. Jego matką była Florentyna z domu Moszczyńska.
Ukończył Gimnazjum Pankiewicza oraz kursy rolnicze E. Ronhalera w Warszawie. Następnie uczęszczał do Studium Rolniczego przy Uniwersytecie Jagiellońskim. Po podjęciu studiów w Krakowie, zaangażował się w działalność niepodległościową. Był jednym ze współzałożycieli Spójni, Promienia i Stowarzyszenia Młodzieży Niepodległościowej. Został nawet prezesem tego ostatniego podmiotu. Brał udział w strajku szkolnym w 1905. Był członkiem sekcji wykładów ogólnych Uniwersytetu Ludowego im. Adama Mickiewicza i prowadził zajęcia na Śląsku Cieszyńskim. W 1908 poślubił Wisławę z domu Rabek. W 1911 r. ukończył studia i został inżynierem rolnikiem.
W latach 1911–1912 sprawował funkcję administratora majątku Balice pod Krakowem, będącego własnością rodziny Radziwiłłów. Następnie, do 1914 był kierownikiem stacji rolniczej Ogrodzona niedaleko Piotrkowa Trybunalskiego. Od 1916 do 1917 był nauczycielem na pensji Trzcińskiej i w Seminarium Nauczycielskim w Piotrkowie.
W 1916 zostało przez niego zawarte kolejne małżeństwo - z Jadwigą Raabe.

## Działalność wojskowa i polityczna
Od 1914 był członkiem Związku Strzeleckiego. Po wybuchu I wojny światowej trafił do 1 pułku ułanów Legionów Polskich. Następnie, w latach 1915-1916 sprawował funkcję referenta w wiejskim Departamencie Wojskowego Naczelnego Komitetu Narodowego. Od 1916 był także członkiem Polskiej Organizacji Wojskowej. Wkrótce potem został delegatem Centralnego Komitetu Narodowego w Warszawie. Od 1918 rozpoczął badania gleboznawcze. Do 1920 był asystentem w Państwowym Instytucie Naukowym Gospodarstwa Wiejskiego. Był także kierownikiem Uniwersytetu Ludowego.
Po wybuchu wojny polsko-bolszewickiej 1920 trafił do Oddziału II Sztabu Ministerstwa Spraw Wojskowych. Jednocześnie działał w Wydziale Oświaty Sztabu Generalnego Wojska Polskiego. Był również działaczem Związku Obrońców Ojczyzny w województwie lubelskim. Brał także udział w akcji plebiscytowej w Pszczynie.
Po zakończeniu działań wojennych osiadł w Puławach. Tam zajął się lokalną działalnością polityczną i społeczną - był m.in. członkiem Wydziału i Sejmiku Powiatowego, jak również prezesem Związku Kółek Rolniczych oraz Związku Strzeleckiego. Pełnił też funkcję członka rady nadzorczej Centrali Rolniczo-Hutniczej i Zarządu Głównego Centralnego Związku Kółek Rolniczych z siedzibą w Warszawie. W latach 1919–1920 był organizatorem szkoły rzemiosł budowlanych w Puławach. Od 1922 do 1925 pracował jako nauczyciel w szkole rolniczo-hodowlanej w Dęblinie. Nieco później, od 1926 do 1932 był dyrektorem rolniczego gospodarstwa w Milejowie niedaleko Piotrkowa Trybunalskiego. W latach 1928–1929 nauczał w szkole żeńskiej w Milejowie pod Piotrkowie. Następnie (od 1932) był nauczycielem w Państwowej Szkole Rolniczej w Bydgoszczy w Bojanowie. W 1934 objął stanowisko dyrektora w szkole żeńskiej w Państwowym Liceum Rolniczym w Bydgoszczy. Był również radcą Wielkopolskiej Izby Rolniczej.
W tym czasie był działaczem Polskiego Stronnictwa Ludowego, potem PSL „Wyzwolenie (w partii tej w latach 1920–1924 zasiadał w Zgromadzeniu Głównym ugrupowania). Następnie trafił do Stronnictwie Chłopskim, w którym w latach 1926–1927 zasiadał w Radzie Naczelnej. W 1922 dostał się jako reprezentant PSL „Wyzwolenie” do Sejmu (z listy nr 3 i okręgu wyborczego nr 24 - Łuków; kandydował także z listy krajowej). W 1928 natomiast bezskutecznie kandydował do Senatu z listy państwowej nr 10.
W 1930 miał miejsce jego trzeci ślub - z Martą Iżykiewicz, z którą mieli syna (zm. 1938) oraz córkę.
Publikował m.in. w Głosie Piotrkowskim, Poradniku Kółek i Spółek, Samorządzie, Siewie, Sprawie Chłopskiej.
Po wybuchu II wojny światowej został zaaresztowany przez Niemców 14 października 1939. 1 listopada został zamordowany przez okupanta w Fordonie (obecnie dzielnica Bydgoszczy), w ramach akcji eksterminacyjnej prowadzonej w tzw. Dolinie Śmierci.

## Ordery i odznaczenia
- Krzyż Walecznych po raz pierwszy w 1922 za służbę w POW w b. zaborze austriackim i b. okupacji austriackiej[3]
- Złoty Krzyż Zasługi (8 lipca 1929)[4]
- Medal Niepodległości (15 czerwca 1932)[5]